# Clathria meyeri
Clathria meyeri är en svampdjursart som först beskrevs av James Scott Bowerbank 1877.  Clathria meyeri ingår i släktet Clathria och familjen Microcionidae. Inga underarter finns listade i Catalogue of Life.